# Símil piedra París
En Uruguay y Argentina, se conoce con el nombre de símil piedra París a un revoque muy utilizado en la arquitectura de fines del siglo XIX y la primera mitad del siglo XX. Inspirado en la piedra verdadera utilizada para las típicas construcciones de la capital francesa, fue un revestimiento perfeccionado por los constructores de origen italiano que arribaron a Buenos Aires en la gran inmigración europea de ese período.
Es un mortero formado por un aglomerante, en general cal y/o cemento, con el agregado de arena de diferente granulometría y diversos minerales molidos, como la mica, la dolomita o la calcita.
Las modificaciones en las combinaciones y proporciones de los componentes son las que le otorgan su color y aspecto característico. Si bien el empleo de materiales naturales limitaba la paleta de colores a gamas de grises y ocres, se obtenía, en cambio, una integración cromática de los edificios, aunque tuvieran entre sí discordancias de tamaño, diseño o estilo. 

## Ejemplos notables
- Colegio Nacional de Buenos Aires (1909-1938)
- Centro Naval (1914)
- Estación Constitución (1925)
- Palacio San Martín (1905-1909)
- Facultad de Ciencias Económicas (1908)
- Palacio Sarmiento (1886-1888)
- Banco Francés del Río de la Plata (1925-1926)
- Edificio Kavanagh (1933-1935)